# HMS 일러스트리어스 (R06)
HMS 일러스트리어스(Illustrious)는 영국 해군의 인빈시블급 항공모함이다. 항공모함 승무원들은 자신들의 배를 러스티(Lusty)라는 애칭으로 부른다. 2008년 현재 영국이 운용중인 2대의 항공모함 중 가장 오래된 항공모함이다.

## 개발

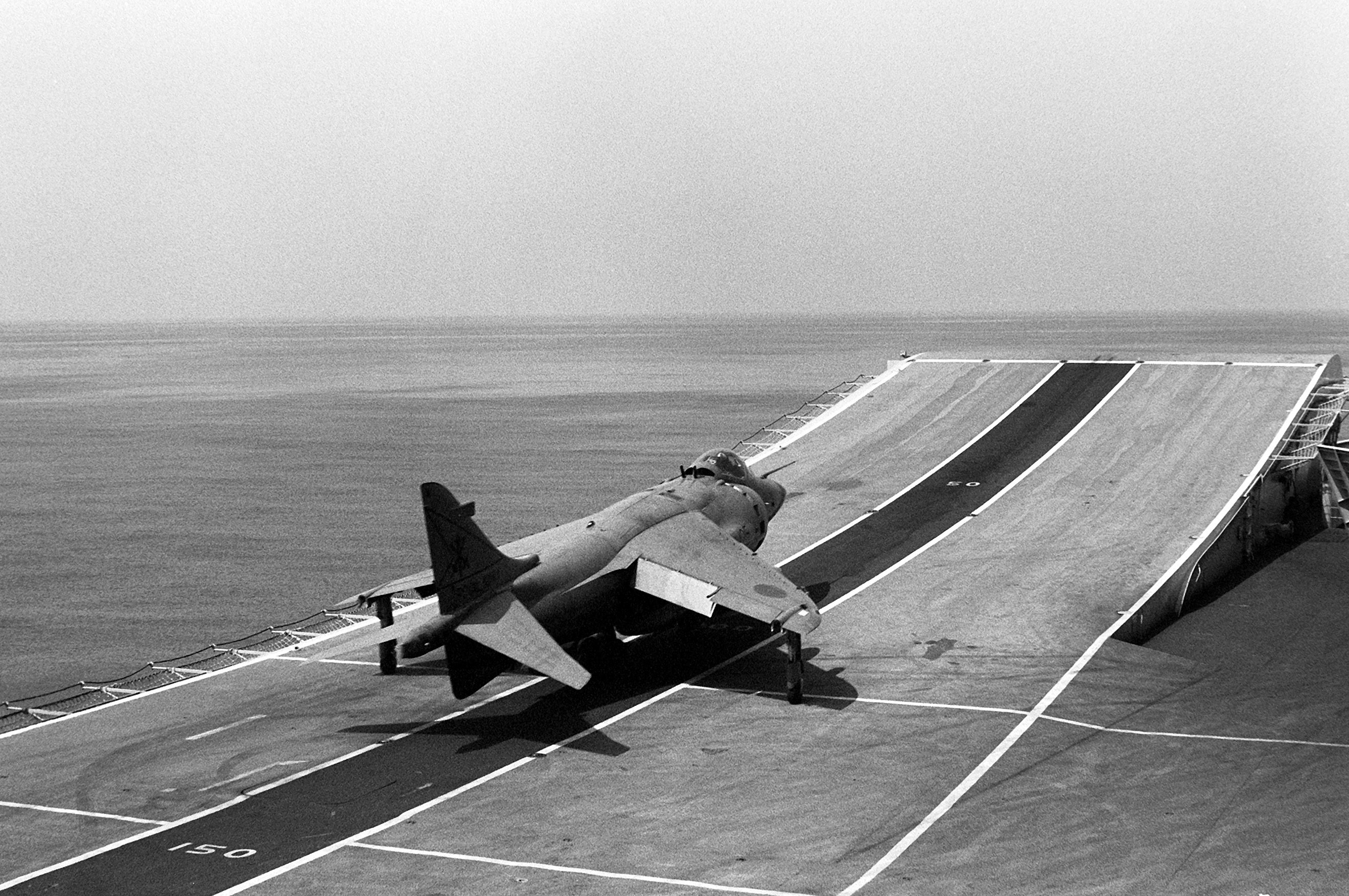
HMS 인빈시블 항공모함의 시해리어 FRS1

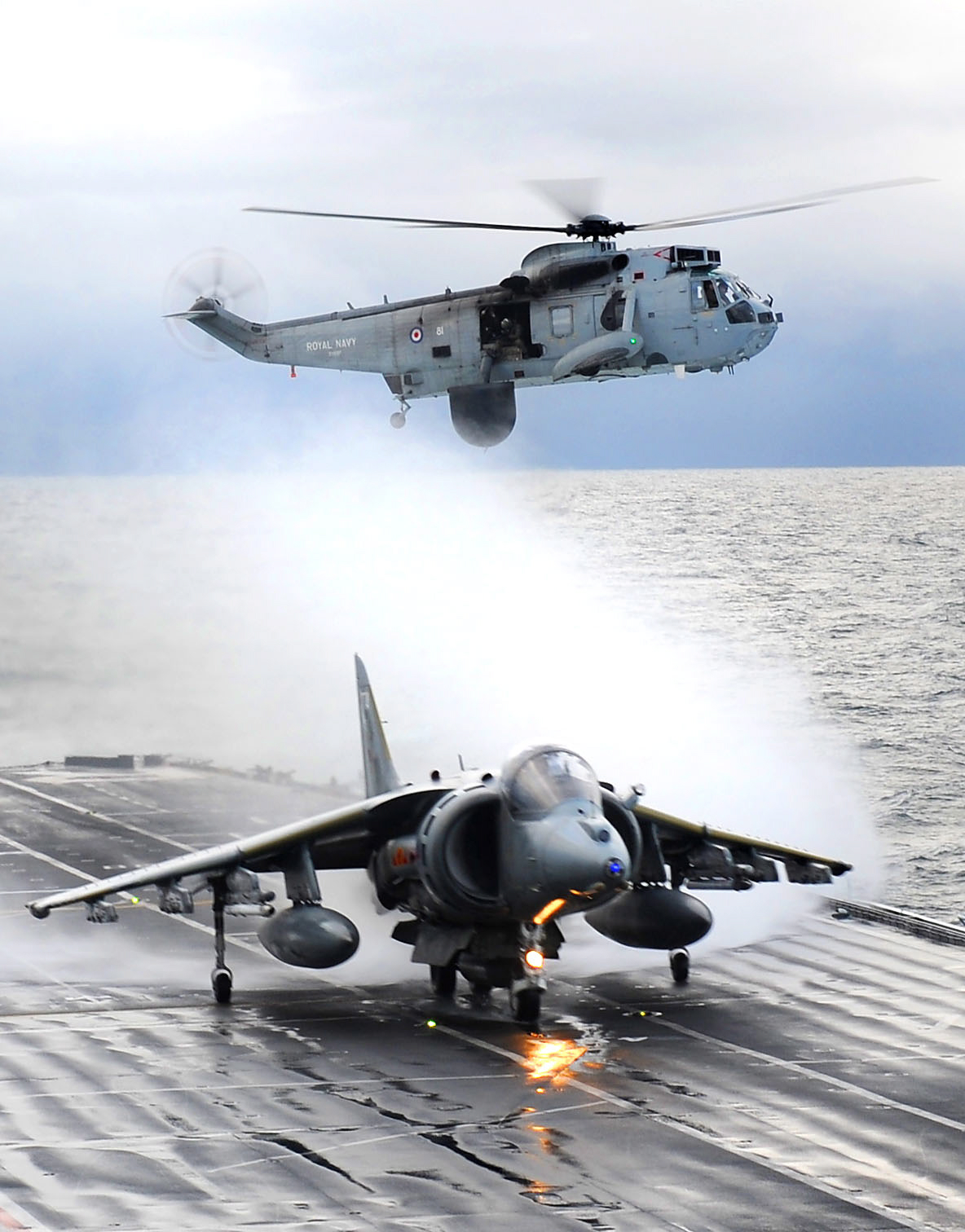

1966년, 개발예정이던 CVA-01급 항공모함이 취소되면서, 영국 해군에서는 고정익 함재기 운용이 중단되었다.
그러나 1970년대 초반, "through deck cruisers"(함미에서 함수까지를 관통한 데크를 갖춘 순양함이란 의미)의 첫 번째 함이 계획되었다. 예산지원의 기회를 증가시키기 위해서, 항공모함이라는 용어의 사용은 피하려고 했다. 이 배들은 점차 인빈시블급 항공모함이 되었다.
약간의 개조를 하여, 스키 점프가 170m 길이의 데크 끝에 추가되었으며, 이로써 V/STOL 제트기의 운용이 가능해졌

## 함재기
인빈시블급은 지상공습 임무와 대잠전 임무 때에 함재기가 달랐다.
지상공습 임무:
- 해리어 전투기 18대
- 시킹 조기경보헬기 4대

대잠전 임무:
- 해리어 전투기 12대, 최대이륙중량 15톤
- 시킹 조기경보헬기 4대, 최대이륙중량 10톤
- 멀린 대잠헬기 6대, 최대이륙중량 15톤

미국 E-2C hawkeye 조기경보畿는 비행지속시간 6시간인데 비해, 시킹 조기경보헬기는 4시간이다. P-3C 오라이온 초계기의 비행지속시간은 16시간인데, 멀린 대잠헬기는 5시간이다.

## 동급함정
1. HMS 인빈시블 (R05)
2. HMS 일러스트리어스 (R06)
3. HMS 아크 로열 (R07)

## 독도함과 비교
| 항목        | 독도함                                 | HMS 일러스트리어스                                      |
| ----------- | -------------------------------------- | ------------------------------------------------------- |
| 국가        | 대한민국                               | 영국                                                    |
| 길이        | 199 m                                  | 209 m                                                   |
| 폭          | 31 m                                   | 35 m                                                    |
| 흘수        | 7 m                                    | 8 m                                                     |
| 배수량      | 18,800 톤(만재) 14,300 톤 (경하)       | 20,700 톤                                               |
| 승조원      | 330여 명                               | 726 명 선박 384 명 비행기                               |
| 속력        | 23 노트(최고) 18 노트(순항)            | 28 노트                                                 |
| 헬기 탑재량 | 10 대                                  | 20대 이상의 해리어 또는 헬기                            |
| 항속거리    | 10,000 마일                            | 7,000 마일                                              |
| 추진기      | CODAD 4기, 2축, 4만 마력               | COGAG 4기, 10만 마력                                    |
| 제작사      | 한진중공업                             | Swan Hunter Vickers Limited Shipbuilding Group          |
| 무장        | RAM 1조,30mm (G/K) 1조, DAGAIE Mk2 1조 | 2 × 20 mm anti-aircraft guns 3 close-in weapons systems |

## 갤러리

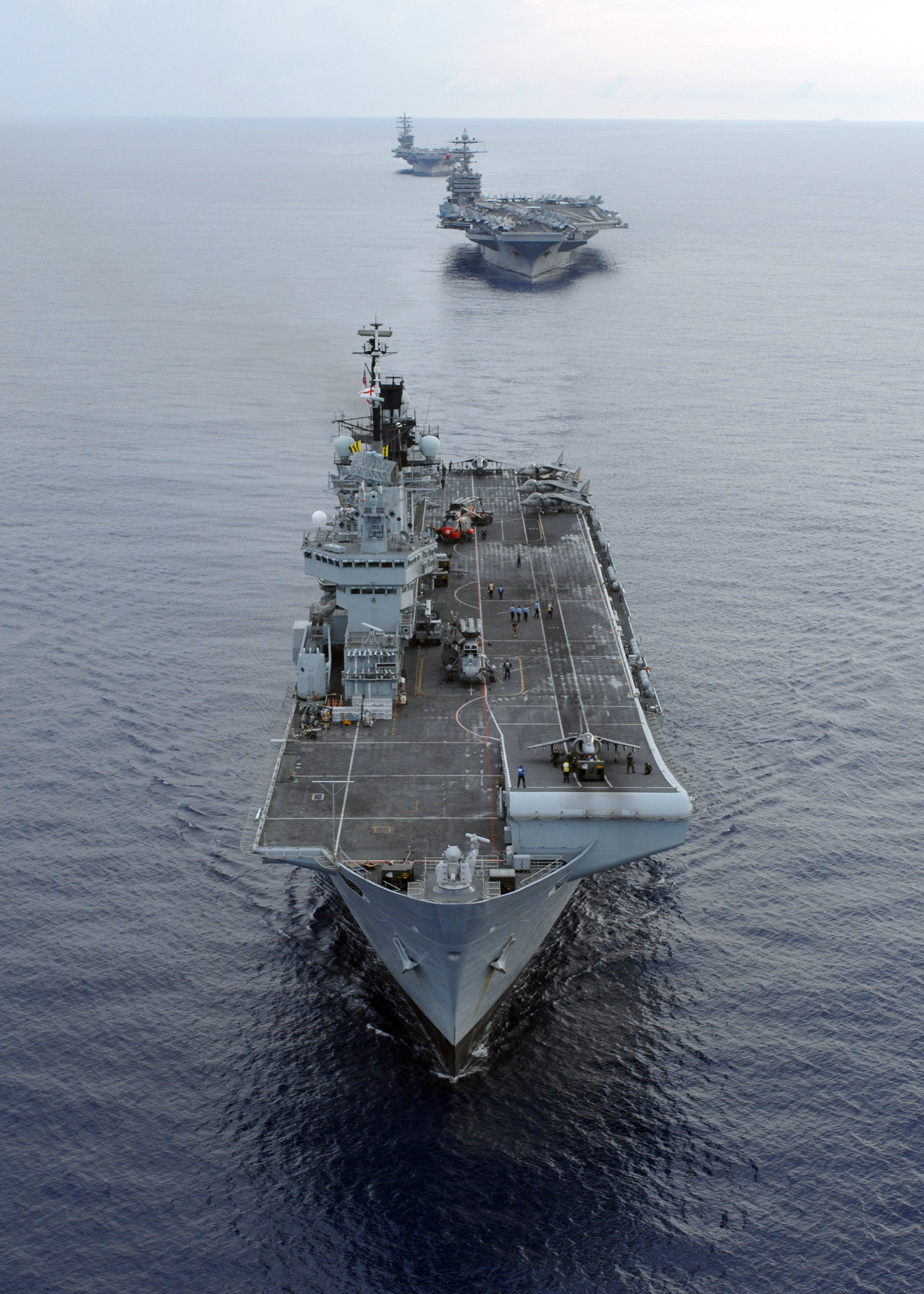
연합 훈련중인 HMS 일러스트리어스, 뒤에는 USS 해리 S. 트루만(CVN 75) 맨 뒤에는 USS 드와이트 D. 아이젠하워(CVN 69)
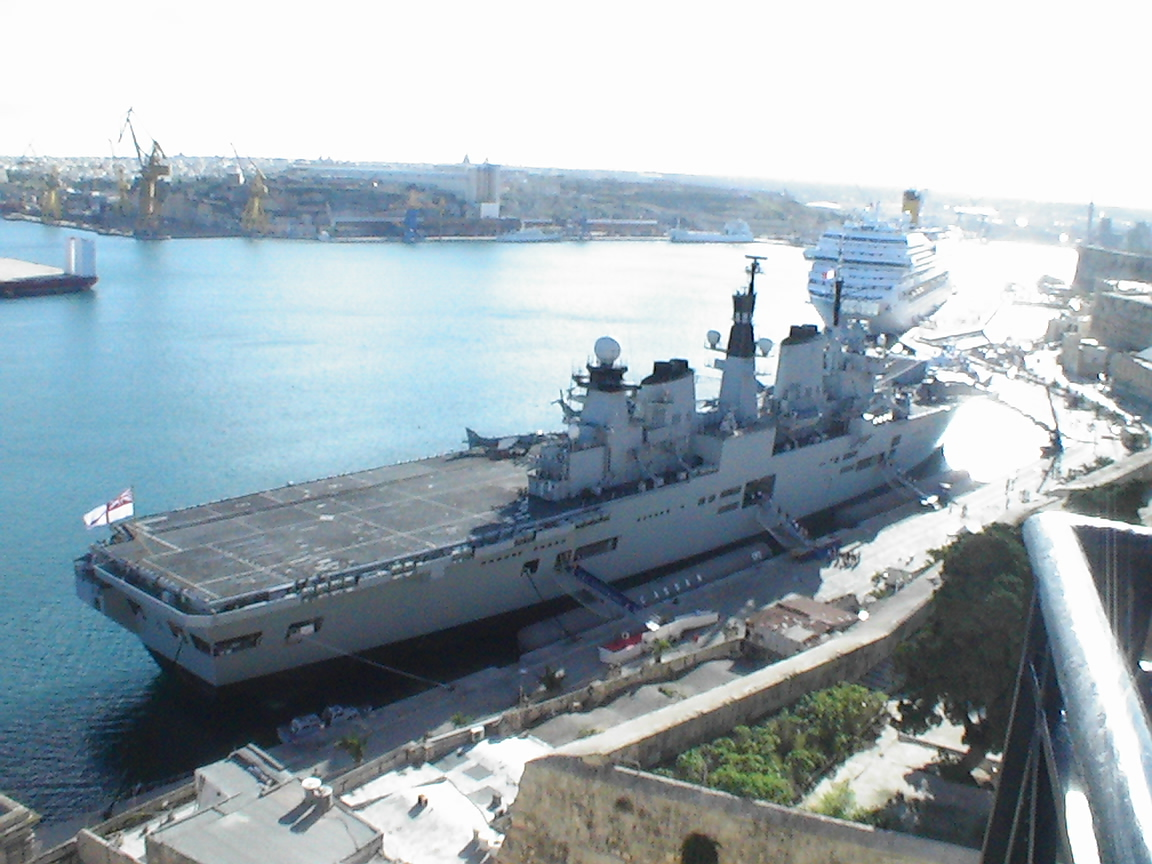
Illustrious docked at Grand Harbour, Malta, 2005
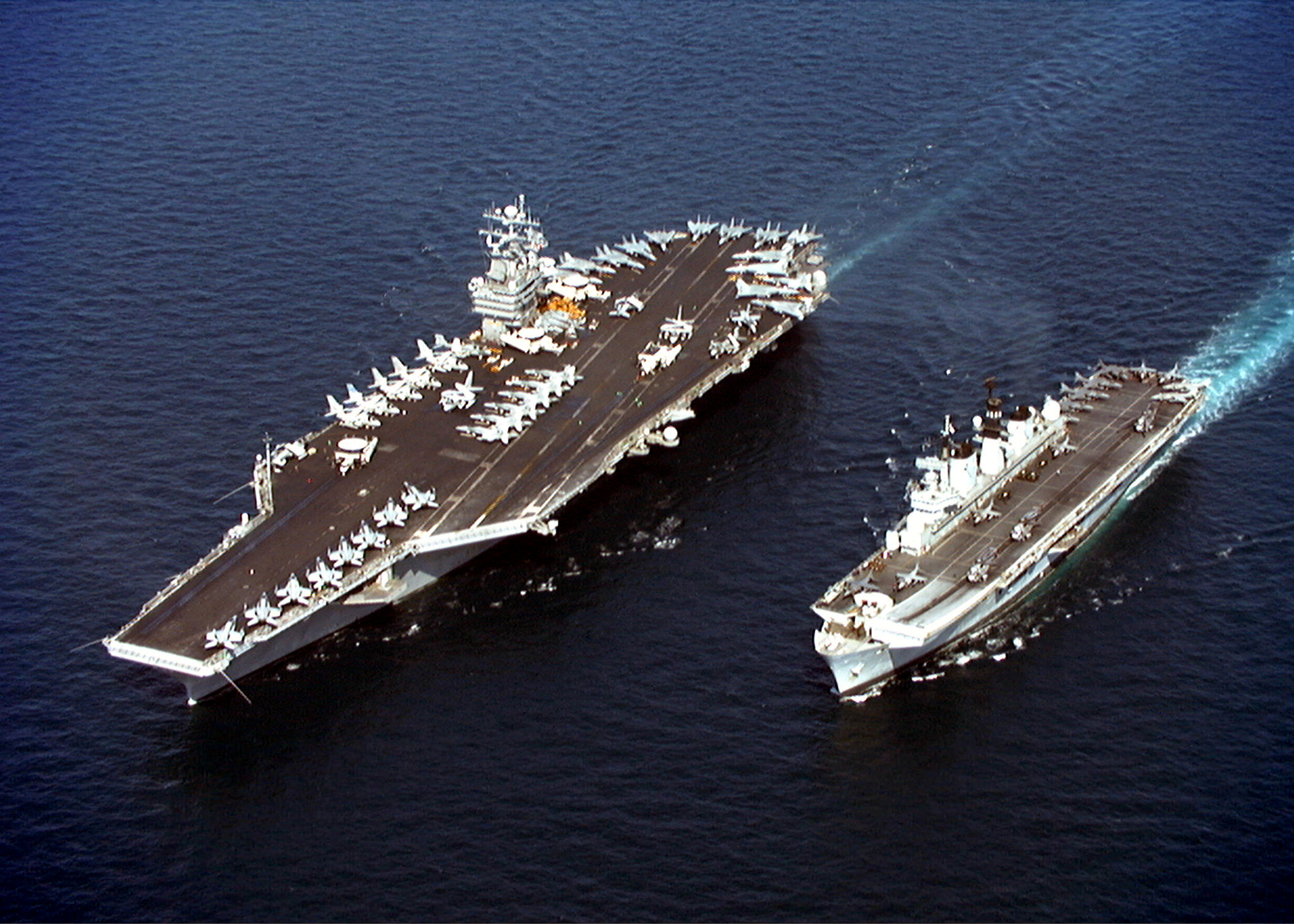
옆에는 USS 존 C. 스테니스(CVN-74) 항공모함
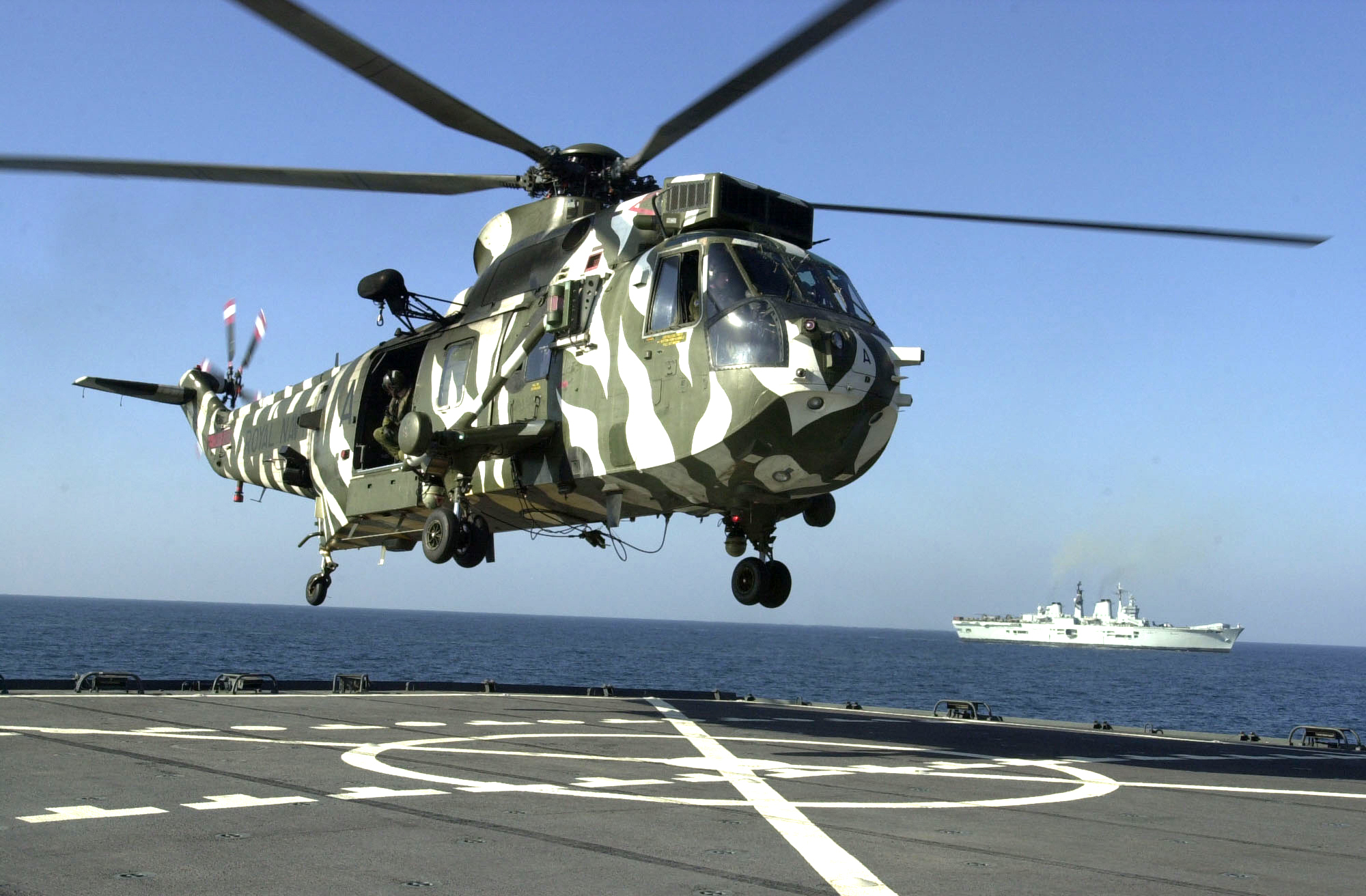
일러스트리어스 항공모함에 착륙중인 시킹 헬리콥터
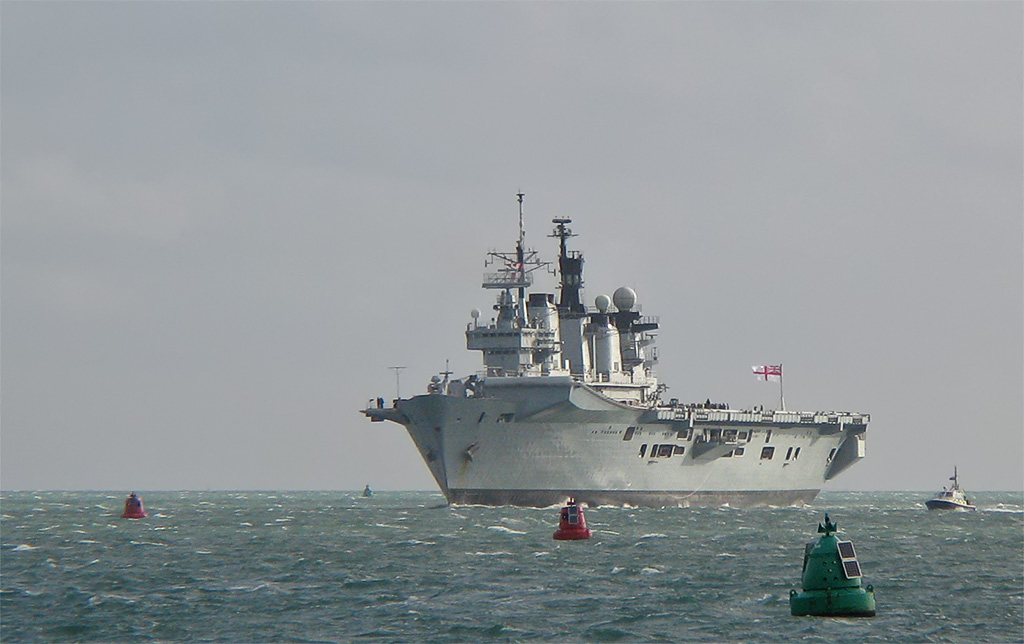
Illustrious about to enter Portsmouth harbour
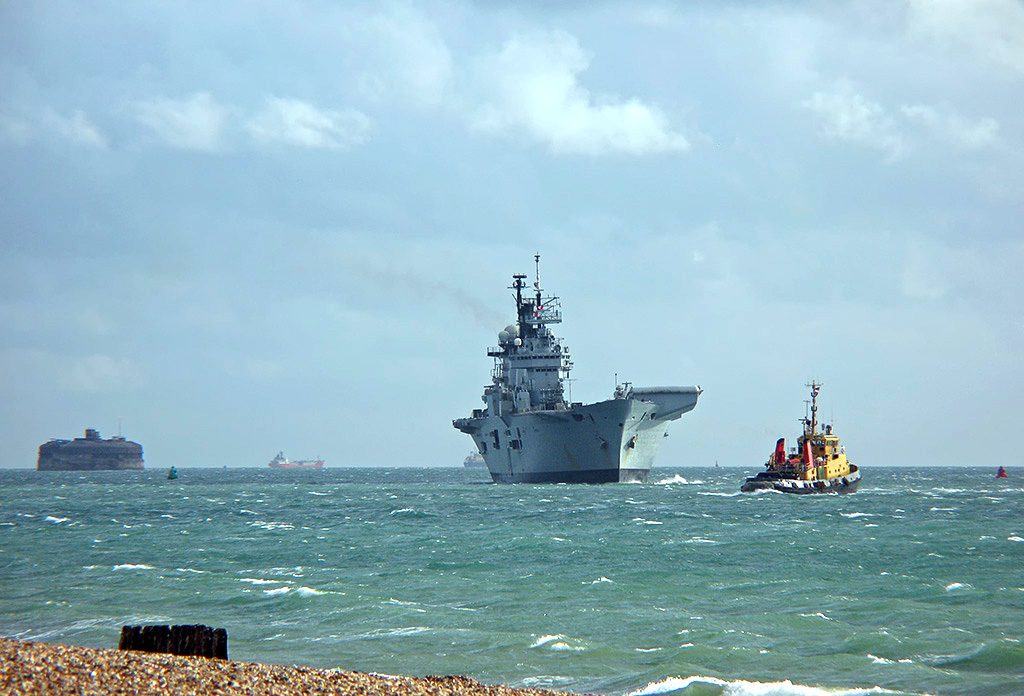
Illustrious awaits the tug at Portsmouth harbour